# Поцілунок метелика (фільм)
«Поцілунок метелика» — російський драматичний кінофільм 2006 року режисера Антона Сіверса.

## Зміст
Орланов - справжній геній в IT-індустрії. Він молодий, але вже досить міцно стоїть на ногах. Одного разу він знайомиться із загадковою китаянкою Лі, в яку швидко закохується. Але крім її дивного характеру на шляху програміста на щастя стануть справи китайського злочинного синдикату, у якого на Лі свої плани.

## Ролі
| Актор              | Роль     |
| ------------------ | -------- |
| Сергій Безруков    | Орланов  |
| Лань Янь           | Ли       |
| Леонід Громов      | «Маршал» |
| Костянтин Воробйов | Горшенев |
| Андрій Астраханцев | Лаврик   |
| Анна Дубровська    | Анжела   |
| Піцхелаурі Георгій | Алекс    |
| Костянтин Шелестун | Бобка    |
| Сергій Шеховцов    | Кравцов  |
| Хельга Філіппова   | Аня      |
| Лаура Лаурі        | Лже-Лі   |

## Знімальна група
- Продюсери: Дмитро Месхієв,  Валерій Тодоровський
- Автори сценарію: Аркадій Тігай
- Режисер: Антон Сіверс
- Оператор-постановник: Юрій Шайгарданов
- Композитор: Святослав Курашов
- Художник-постановник: Жанна Пахомова
- Художник-гример: Олена Костенич
- Звукорежисер: Костянтин Зарін
- Режисер 2-ї групи, постановник трюків: Сергій Головкін
- Каскадери: Олександр Баранов, Олександр Соловйов, Валерій Рибін, Дмитро Кізілов, Олександр Пангало.